# 店舗販売業
店舗販売業（てんぽはんばいぎょう）とは、規制緩和により2009年施行の改正薬事法で新たに設けられた一般用医薬品の販売業態である。。

## 概要
従前の一般販売業と薬種商販売業を統合する販売業態として新たに設けられた。一般用医薬品をリスクの程度に応じて第一類・第二類・第三類医薬品の3種に分類し、このリスク区分ごとに専門家による適切な情報提供が義務づけられる。一方、一般用医薬品の販売の専門家として新たに登録販売者の制度が設けられた。
第一類医薬品を扱う店舗では薬剤師を、第二類および第三類医薬品のみを扱う店舗では薬剤師又は登録販売者を店舗管理者として置かなければならない。薬剤師または登録販売者の常時配置が求められ、必要に応じ、1店舗に複数の薬剤師または登録販売者を配置することが求められる。

## 販売できる品目と条件
販売できる医薬品は一般用医薬品に限定され、そのうち薬剤師は第一類、第二類及び第三類医薬品を販売出来るが、登録販売者は第二類及び第三類医薬品の販売に限定され、第一類医薬品は販売出来ない。なお、第一類は薬剤師、第二類及び第三類は薬剤師・登録販売者の管理・指導の下でそれぞれ登録販売者及び一般従事者をして対面で販売授与が可能となったが、改正省令（平成２６年６月１２日施行）により一般従事者による販売・授与・情報提供は削除された。なお、医薬品の代金精算等、必ずしも薬剤師又は登録販売者が行う必要のない業務に限り行うことが可能である。（新法第36条の9及び新施行規則第159条の14関係）

### 薬局と医薬品販売業
（平成21年施行後）
| 業態        | 調剤の可否 | 販売する医薬品の品目                                              | 販売方法 | 分割販売の可否 | 許可権者 |
| ----------- | ---------- | ----------------------------------------------------------------- | -------- | -------------- | --- |
| 薬局※       | 可         | すべての医薬品                                                    | 店舗販売 | 可             | 所在地の都道府県知事 |
| 店舗販売業※ | 否         | 一般用医薬品（薬剤師：第一・二・三類） （登録販売者：第二・三類） | 店舗販売 | 可             | 店舗ごとに、その店舗の所在地の都道府県知事（所在地が保健所を設置する市または特別区の区域にある場合においては、市長または区長） |
| 配置販売業  | 否         | 一般用医薬品（薬剤師：第一・二・三類） （登録販売者：第二・三類） | 配置販売 | 否             | 配置しようとする区域をその区域に含む都道府県ごとに、その都道府県知事                                                           |
| 卸売販売業※ | 否         | すべての医薬品                                                    | 規定なし | 可             | 営業所ごとに、その営業所の所在地の都道府県知事                                                                                 |

※卸売販売業は、医薬品を薬局や他の医薬品の販売業、製薬企業または医療機関等に対して販売する業態であり、業として一般の生活者に対して直接医薬品の販売等を行うことは認められない。

※店舗による販売（薬局開設者又は店舗販売業者）とは、必ずしも店頭における販売に限られるものではなく、薬事法に基づく許可を受けている薬局または店舗販売業において、予めその所在地や許可番号を明示する等の一定の条件の下で、購入者の求めに応じて医薬品を配送する等、店舗を拠点とした販売を行うことは可能となっていたが、平成26年6月12日施行の販売制度に「特定販売」が規定され、薬局又は店舗以外の場所にいる者への販売・授与、例えば電話等による相談で販売に関する配達などは実店舗を前提にネット販売・電話販売・カタログ販売は申請・届出が必要になった。（法第37条1項及び規則第1条第2項4号）

　第一類医薬品の情報提供について、省令（規則）で購入する者等から説明を要しない旨の意思表示があった場合においても薬剤師が必要と判断した場合には、積極的に情報提供を行わせる必要があること。（平成２１年厚生労働省令第１０号）なお、この情報提供については、省令（規則）より上位に立つ法律の薬事法第36条10項6号で、医薬品を購入し又は譲り受ける者から説明を要しない旨の意思の表明があつた場合には適用しない。（ただし、第一類医薬品は積極的に情報提供は必要、第二類・指定二類は努力義務・第三類は不要、なお相談があった場合は全ての医薬品について義務）、となっている。

### リスク区分に応じた情報提供
| リスク区分   | 対応する専門家         | 購入者側から質問等がなくても行う積極的な情報提供 | 購入者側から相談があった場合の応答 |
| ------------ | ---------------------- | ------------------------------------------------ | ---------------------------------- |
| 第一類医薬品 | 薬剤師                 | 書面を用いた情報提供を義務付け※                  | 義務                               |
| 第二類医薬品 | 薬剤師または登録販売者 | 努力義務                                         | 義務                               |
| 第三類医薬品 | 薬剤師または登録販売者 | 不要（薬事法上の規定は特になし）                 | 義務                               |

※ただし、購入者側から説明を要しない旨の意思表明があった場合はこの限りではない（薬事法第36条の10の4）。

### 店舗管理者
| リスク区分   | 店舗管理者                        |
| ------------ | --------------------------------- |
| 第一類医薬品 | 薬剤師・業務三年以上の登録販売者※ |
| 第二類医薬品 | 薬剤師または登録販売者            |
| 第三類医薬品 | 薬剤師または登録販売者            |

※薬剤師の管理指導のもとでの業務３年以上であることが条件（薬事法施行規則第１４０条及び第１４１条関係）

### 管理
店舗管理者による管理が主だが、店舗管理者が直接管理しない場合（退店時など）は、店舗管理者以外の薬剤師または登録販売者が管理代行できる（記録・報告が必要）

## 統合された従前の医薬品販売業態

### 一般販売業
薬剤師の配置義務が求められた店舗。調剤はしないが、全ての一般用医薬品を販売することができた。改正薬事法の施行後、約3年の移行期間終了までに店舗販売業の許可を取り直す必要がある。

### 薬種商販売業
都道府県知事が行う薬種商販売業試験に合格した者（薬種商）が営む店舗。指定医薬品以外の一般用医薬品を販売することができた。一般販売業と同様、改正薬事法の施行後、約3年の移行期間終了までに店舗販売業の許可を取り直す必要がある。許可を取り直すと第二類医薬品に分類される指定医薬品を販売できるようになる。